# Pierrick Chavatte
Pierrick Chavatte, né le 10 février 1974 à Sainte-Catherine (Pas-de-Calais), est un nageur français.

## Carrière
Pierrick Chavatte participe aux Jeux olympiques d'été de 1996 à Atlanta, participant aux séries du relais 4 × 100 m nage libre.
Il est médaillé d'argent du relais 4 × 100 m nage libre aux Jeux méditerranéens de 1997 à Bari. La même année, il est sacré champion de France du 100 mètres nage libre.